# Oliver Shanti
Ulrich Schulz (* 16. November 1948 in Hamburg) – bekannt als Oliver Shanti (Sanskrit bzw. Hindi für Frieden) oder Oliver Serano-Alve – ist ein Musiker und Musikproduzent, der durch Aufnahmen im Stil der New-Age- und Weltmusik hervortrat.
Von 2002 bis 2008 wurde nach Ulrich Schulz seitens der Münchner Staatsanwaltschaft gefahndet; der Vorwurf lautete Kindesmissbrauch. Nach seiner Auslieferung von Portugal nach Deutschland wurde er im Dezember 2009 zu einer mehrjährigen Freiheitsstrafe verurteilt.

## Musik
Er wurde bekannt durch Alben wie Tai Chi, Well Balanced, Tai Chi Too oder Alhambra, die Auflagen von über 100.000 Exemplaren erreichten. Kennzeichnend für die Musik von Shanti, die er in Zusammenarbeit mit anderen Musikern entwickelte, ist ihr meditativer Charakter. Sie ist stark beeinflusst durch traditionelle chinesische, orientalische oder indianische Musik. Es wurden Stilrichtungen wie New Age und Weltmusik miteinander vereint.
Alle Alben erschienen bei dem Label SATTVA MUSIC. Kurz nach dem Skandal um Shanti wurde diese Plattenfirma aufgelöst und geschlossen.
Unklar ist allerdings, in welchem Umfang er tatsächlich musikalisch an den Produktionen beteiligt war. Es gab eine Gruppe von wiederkehrenden Hauptmusikern und vielen Gästen. So sind z. B. auf dem Best-Of-Album Circles Of Life neben Oliver Shanti 25 Künstler bzw. Künstlergruppen (z. B. Chöre) aufgelistet. Trotzdem wurden die CDs meist unter dem Namen OLIVER SHANTI & FRIENDS veröffentlicht.

## Strafverfahren
Mitte der 1970er Jahre war Schulz Leiter einer esoterischen Kommune in Viechtach (Bayern). Ende der 1980er Jahre siedelte er nach Portugal über und lebte dort zuletzt auf seiner Hazienda in der Kleinstadt Vila Nova de Cerveira mit etwa 200 Anhängern in einer Art Kommune, wobei er als unumstrittener Anführer agierte. Nachdem der Vorwurf des sexuellen Missbrauchs von vier Jungen und zwei Mädchen im Alter von zehn bis 14 Jahren in mehr als 300 Einzelfällen gegen ihn erhoben worden war, tauchte Schulz im August 2002 unter. Von März 2003 an wurde von der Staatsanwaltschaft am Landgericht München I öffentlich nach Schulz gefahndet. Die Fahndung endete mit der Festnahme von Schulz Ende Juni 2008, als er in der deutschen Botschaft in Lissabon seinen Pass verlängern lassen wollte, um sich wegen eines Lymphdrüsenkrebsleidens in Brasilien behandeln zu lassen. Am 4. Juli 2008 wurde er nach Deutschland ausgeliefert und in die Justizvollzugsanstalt Stadelheim gebracht. 2009 wurde er wegen 314-fachen sexuellen Missbrauchs angeklagt. Oliver Shanti hatte sich während der Untersuchungshaft mit dem Erreger MRSA infiziert, weshalb er während des Prozesses mit Gummimantel und Mund-Nasen-Schutz in einem Glaskasten sitzen musste. Ende Oktober 2009 beging Shanti in der Krankenabteilung der Justizvollzugsanstalt einen Suizidversuch. Am 5. November 2009 legte Shanti ein Teilgeständnis ab, in dem er alle Anklagepunkte die vier Jungen betreffend einräumte. Am 4. Dezember 2009 wurde er wegen Kindesmissbrauch zu einer Haftstrafe von sechs Jahren und 10 Monaten verurteilt.

## Diskografie
| Jahr | Alben mit oder unter Beteiligung von Oliver Shanti                                         |
| ---- | ------------------------------------------------------------------------------------------ |
| 2003 | Sacral Nirvana                                                                             |
| 2002 | Passage to the Orient (von Rashni Punjaabi)                                                |
| 2002 | Spirit Of Budo                                                                             |
| 2002 | Magic Of Martial Arts                                                                      |
| 2002 | Karmapa                                                                                    |
| 2001 | Reiki – Brightness Healing (als Oliver Serano-Alve)                                        |
| 2001 | 15 Years of Sattva Music (mit angespielten Songs)                                          |
| 2001 | Alhambra (mit dem Royal Philharmonic Orchestra)                                            |
| 2000 | Medicine Power CH #96                                                                      |
| 2000 | Buddha And Bonsai Vol. 3                                                                   |
| 2000 | Shaman 2                                                                                   |
| 1999 | Tibetiya (mit 3 neuen Songs von Oliver Shanti) CH #38                                      |
| 1998 | Seven Times Seven CH #50                                                                   |
| 1997 | Buddha And Bonsai Vol. 2 China                                                             |
| 1997 | Buddha And Bonsai Vol. 1 China                                                             |
| 1997 | Shaman                                                                                     |
| 1997 | Ten Years of Sattva Music (mit angespielten Songs)                                         |
| 1997 | Circles Of Life (Best of Oliver Shanti & Friends mit 3 neuen Songs) DE #32, AT #38, CH #31 |
| 1997 | Water-Four Circles of Live (Maxi-CD)                                                       |
| 1996 | Tai Chi Too                                                                                |
| 1995 | Well Balanced                                                                              |
| 1993 | Tai Chi                                                                                    |
| 1992 | Vida Para Vida (als Oliver Serano-Alve)                                                    |
| 1990 | Minho Valley Fantasies (als Oliver Serano-Alve)                                            |
| 1989 | Walking On The Sun                                                                         |
| 1988 | Vila Nova Mellow Days (als Oliver Serano-Alve)                                             |
| 1988 | Rainbow Way                                                                                |
| 1987 | Frieden-Shanti-Peace (als Inkarnation)                                                     |
| 1987 | Licht-Prakash-Light (als Inkarnation)                                                      |
| 1987 | Listening to the Heart                                                                     |